# Veselohorivka, Perevalsk
Veselohorivka (în ucraineană Веселогорівка) este localitatea de reședință a comunei Veselohorivka din raionul Perevalsk, regiunea Luhansk, Ucraina.

## Demografie
web|url=http://database.ukrcensus.gov.ua/MULT/Dialog/varval.asp?ma=19A050501_02_044&ti=19A050501_02_044.%20Distribution%20of%20the%20population%20by%20native%20language,%20Luhanska%20oblast%20(1,2,3,4)&path=../Database/Census/05/01/&lang=2&multilang=en%7Cpublisher=Institutul%5Bnefuncțională%5D Național de Statistică al Ucrainei|title=Rezultatele recensământului din 2001 cu structura lingvistică a regiunii Luhansk pe localități|accessdate=2014-08-25}}</ref>